# Bjurträsk
Bjurträsk är en småort i Norsjö kommun, invid sjön Bjurträsket ca 14 kilometer nordöst om centralorten Norsjö. På orten fanns fönstertillverkaren Inwido AB fram till att de 2015 beslutade att lägga ner fabriken där.